# Etambou
Un etambou este o piesă, masivă și rezistentă, făcând parte din osatura navei, dispusă vertical la extremitatea pupa unde se îmbină, toate elementele structurale longitudinale ale fundului și ale celor două borduri. Se confecționează din oțel forjat la navele mici sau din câteva piese turnate, asamblate prin îmbinări solide, la cele mari. Se îmbină la partea sa inferioară cu chila și cu varangele pupei, printr-o talpă prelungită spre prova. Forma etamboului variază după numărul elicelor navei și tipul cârmei. La navele cu elice în planul diametral, etamboul se desface în două ramuri, ambele în planul diametral, pentru a putea cuprinde între ele spațiul elicei. La navele cu elice în ambele borduri, etamboul susține suporturile axelor port-elice din dreapta și stânga.